# Vladlen Naumenko
Vladlen Naumenko (en ucraniano: Владлен Васильович Науменко; Orsha, RSS de Bielorrusia; 5 de noviembre de 1947 – 16 de noviembre de 2024) fue un futbolista y entrenador de fútbol ucraniano que jugó en la posición de centrocampista.

## Carrera

### Jugador
| Periodo   | Club                      |
| --------- | ------------------------- |
| 1964-1970 | FC Avanhard Ternopil      |
| 1971      | FC Sudnobudivnyk Mykolaiv |
| 1972      | FC Metallurg Shymkent     |
| 1972-1973 | FC Zvezda Tiraspol        |
| 1974      | FC Nistru Kishinev        |
| 1974-1980 | FC Sudnobudivnyk Mykolaiv |
| 1980      | FC Krystal Kherson        |

### Entrenador
| Periodo   | Club                   |
| --------- | ---------------------- |
| 1980      | FC Okean Mykolaiv      |
| 1982-1991 | Sports School Mykolaiv |
| 1992      | FC Evis Mykolaiv       |
| 1992–2006 | Sports School Mykolaiv |
| 2006–2007 | MFC Mykolaiv-2         |

## Logros
- Liga Soviética de Ucrania (2): 1968,[2] 1974[2]